# Abdul Manan Omari
Mulá Abdul Manan Omari (en pastún: ملا عبدالمنان عمری‎;  [ˈAbdʊl maˈnɑn omaˈri]) es un político y líder talibán afgano, quien se desempeñó como Ministro de Obras Públicas de Afganistán.

## Biografía
Nació en la Provincia de Uruzgán, al centro de Afganistán. Abdul Manan Omari es el hermano del primer líder supremo de los talibanes, Mohammad Omar.
Miembro de alto rango del equipo de negociación de la Oficina de Catar, en 2016 Abdul Manan fue nombrado jefe de asuntos religiosos de los talibanes y Dawah, así como miembro de la dirección de los talibanes.
El 7 de septiembre de 2021, tras la caída de la República Islámica de Afganistán y el restablecimiento del Emirato Islámico de Afganistán, fue designado como Ministro de Obras Públicas en el primer gabinete interino liderado por Mohammad Hasan Akhund, siendo un ministerio de bajo rango y estando en tal cargo como reconocimiento a su soporte al movimiento talibán en el centro de Afganistán.Ocupó el puesto hasta enero de 2023, cuando fue reemplazado por Mohammad Esa Thani.